# Nessa (Name)
Nessa ist ein weiblicher Vorname. Der Name ist in verschiedenen Sprachen verbreitet mit jeweils anderer Bedeutung. Im europäischen Sprachraum handelt es sich um eine Variation von Agnes (mit der Bedeutung „rein, geheiligt, geweiht“ oder „Lamm“) oder Vanessa.
Im Persischen bedeutet der Name Nessa/Nesa (نسا) „Frau“. Siehe auch Golnessa (گلنسا) (Tochter einer Blume).

## Bekannte Namensträger
- Nessa Altura (* 1951), deutsche Schriftstellerin
- Nessa Childers (* 1956), irische Politikerin und Mitglied des Europäischen Parlaments